# リオネル・スカローニ
リオネル・セバスティアン・スカローニ（Lionel Sebastián Scaloni, スペイン語発音: [ljoˈnel eskaˈloni], 1978年5月16日 - ）は、アルゼンチン・ロサリオ出身の元サッカー選手、現サッカー指導者。アルゼンチン代表監督。現役時のポジションはDF、MF。
イタリア系の名字で、スカローニと表記されることが多いが、スペイン語には「sc」の音から始まる言葉が存在しないため（たとえば、スカンジナビアはエスカンディナビアとなる）便宜上「esc」の音で発音する。そのためエスカローニと表記する方が好ましい。
2022 FIFAワールドカップにおいて、最年少監督（44歳）であった。

## 経歴

### クラブ
クラブチームでは長くスペインのデポルティーボ・ラ・コルーニャに在籍していたが、2006年1月、出場機会の減少を理由にFAプレミアリーグのウェストハム・ユナイテッドに期限付き移籍した。半年後復帰したものの、同年8月、同僚のディエゴ・トリスタンと共に事実上の戦力外通告を受け、ラシン・サンタンデールと1年の契約を結んだ。さらに2007年、セリエAのSSラツィオに活躍の場を求めたが、わずか半年あまりでRCDマジョルカに期限付き移籍、スペインに復帰した。
2009年7月、ラツィオに復帰。2011-12シーズンは19試合に出場したものの、レギュラーを掴むまでには至らず、2013年1月にアタランタBCへ完全移籍した。
2015年6月30日、現役引退。

### 代表
1997年にマレーシアで開催されたFIFAワールドユース選手権の優勝メンバー。A代表デビューは2003年4月30日に行われた親善試合、リビア戦だが、代表に定着することはなかった。しかしながら、2006 FIFAワールドカップでは、ユース時代の恩師であるホセ・ペケルマンが監督を務めたアルゼンチン代表にも選ばれる。メキシコ戦に右サイドバックで出場した。

### 指導者
2018 FIFAワールドカップでの惨敗を受け、ホルヘ・サンパオリ監督が解任され、2018年8月2日に前政権下でアシスタントコーチを務めていたスカローニが暫定的に指揮を執ることとなった（U-20代表監督との兼務）。暫定監督期間中での成績が評価され、2019年11月29日に正式な監督として延長オプション付きの契約を結び、コパ・アメリカ2019では大会3位に同代表を導いた。
2大会目のコパ・アメリカとなるコパ・アメリカ2021では、決勝でブラジル代表を1-0で下し、アルゼンチン代表に28年ぶりのコパ・アメリカ優勝トロフィーをもたらした。2021年11月にはFIFAの年間最優秀監督賞にもノミネートされたが、最終候補3人の段階で惜しくも選外となった。
2022年6月1日、フィナリッシマにて、UEFA EURO 2020王者となったイタリア代表と対戦し、3-0で勝利した。
2022年11月22日、カタールワールドカップのグループステージ（C組）第1節でサウジアラビア代表に1-2で敗れ連続無敗記録が36試合でストップした。12月8日、準々決勝オランダ戦の前日会見にてスペインや日本が大苦戦したPK戦について「トレーニングの後、選手は常にPKの練習をしている。しかし、試合になればゴールはマッチ箱のようになる」と独特でなおかつユーモラスある言い回しで難しさを表現した。決勝ではフランス相手にPK戦で勝ち、36年振りのワールドカップタイトルに導いた。
2024年7月14日、コパ・アメリカ2024では、決勝でコロンビア代表を延長戦の末、1-0で下し大会2連覇を達成した。

## 代表歴

### 出場大会
- アルゼンチン代表
  - 2006 FIFAワールドカップ

### 試合数
- 国際Aマッチ 7試合 0得点（2003年-2006年）[10]

| アルゼンチン代表 | 国際Aマッチ | 国際Aマッチ |
| 年               | 出場        | 得点        |
| ---------------- | ----------- | ----------- |
| 2003             | 1           | 0           |
| 2004             | 1           | 0           |
| 2005             | 3           | 0           |
| 2006             | 2           | 0           |
| 通算             | 7           | 0           |

## タイトル

### 選手

#### クラブ
デポルティーボ・ラ・コルーニャ
- プリメーラ・ディビシオン : 1999-2000
- コパ・デル・レイ : 2001-02
- スーペルコパ・デ・エスパーニャ : 2000, 2002

ウェストハム・ユナイテッド
- FAカップ : 2005-06

#### 代表
U-20アルゼンチン代表
- FIFAワールドユース選手権 : 1997

### 指導者
アルゼンチン代表
- FIFAワールドカップ : 2022
- コパ・アメリカ : 2021, 2024
- フィナリッシマ : 2022